# Kwaśnina

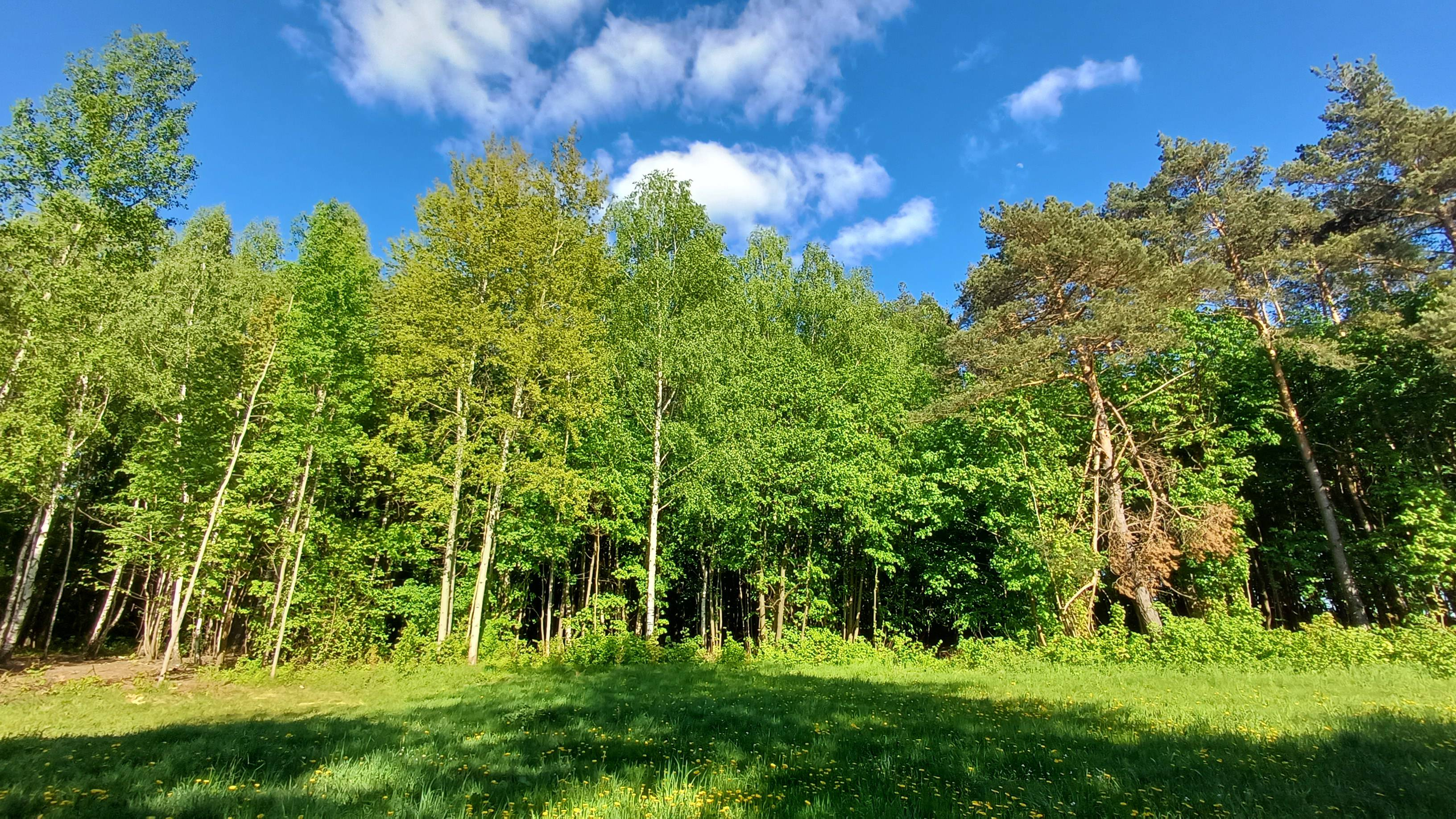
Część zagajnika od strony zachodniej

Kwaśnina – mały lasek w Zawadach, w powiecie łomżyńskim województwa podlaskiego.
Istniejący dziś malutki zagajnik ma być pozostałością po dawnej Puszczy Łomżyńskiej. Jego nazwa bierze się od „miejsc kwaśnych”, czyli moczarów i błot. Dawniej był to punkt docelowy wycieczek mieszkańców Łomży. Na taką wycieczkę wybrała się w lipcu 1880 roku Łomżyńska Straż Ogniowa. W 1884 roku lasek należał do gminy Kupiski i zajmował niecałe 70 ha. Obok znajdowała się osada leśna o tej samej nazwie licząca dwa dwory. W 1911 roku należąca do dominium Stara Łomża Kwaśnina była już wycięta.